# Surveyor 5
Surveyor 5 byla umělá sonda, vyslaná agenturou NASA na Měsíc v roce 1967. V katalogu COSPAR dostala označení 1967-084A.

## Úkol mise
Družice měla za úkol měkce přistát na povrchu Měsíce a pořídit odtud fotografie. Byla družicí z programu Surveyor, předstupněm programu Apollo, při němž mají astronauti z USA vstoupit na Měsíc a doplňovala souběžné bezpilotní lety programů Lunar Orbiter, Lunar Explorer, Ranger, zčásti i Pioneer.

## Základní údaje
Sonda vážila 1015 kg, část určená k přistání 279 kg. Měla mj. brzdící motor, vlastní pohonné hmoty, dvojici radarů, tři řídící trysky, snímací fotografickou aparaturu..

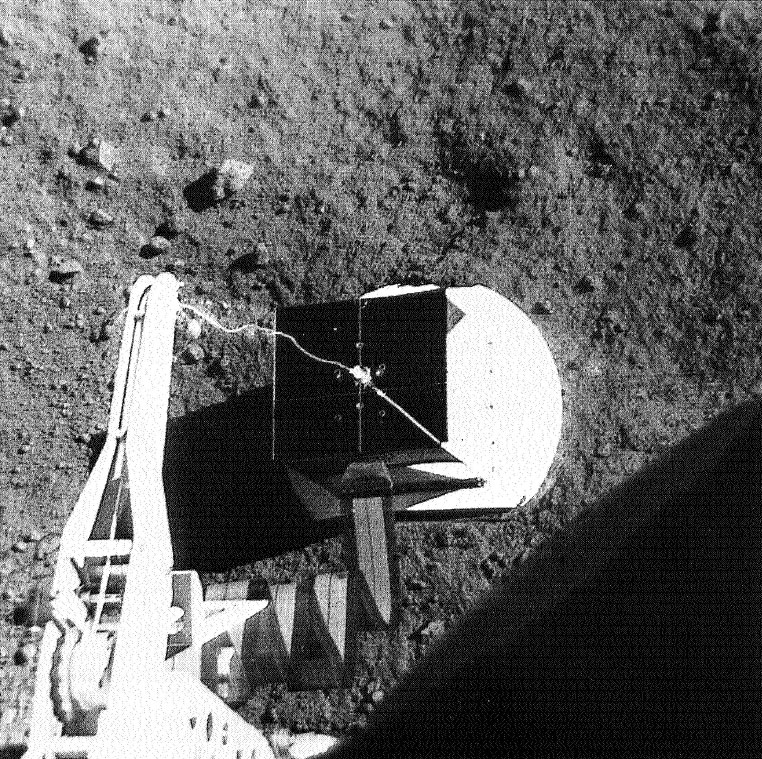
Laboratoř na sondě Surveyor 5

## Průběh mise
Raketa Atlas Centaur D se sondou Surveyor 5 odstartovala z mysu Canaveral na Floridě 8. září 1967. Den poté byla provedena korekce dráhy, při ní byla zjištěna závada: únik hélia z tlakové nádrže pro řídící trysky. Řídící středisko letu v Pasadeně proto posunulo okamžik zapálení brzdícího motoru až do výše 46 km nad povrchem (obvykle se zapaluje ve výšce 84 km). Po odhození motoru začaly ve výši pouhých 134 metrů fungovat řídící trysky. A ač pracovaly jenom 45 s, sonda přistála měkce rychlostí 3 metry za sekundu. Místem přistání bylo Mare Tranquillitatis, asi 50 km od místa dopadu sondy Ranger 8.
Ještě téhož večera začala sonda pracovat. Alfa-zářičem byl proveden rozbor složení povrchové vrstvy Měsíce, zjišťovány jeho magnetické vlastnosti. Byly zapínány trysky a tak bylo zkoumáno, jak se teplem hornina mění, byl pozorován vznik zvířeného prachu. Mimo této činnosti sonda pořídila během několika dní celkem 19 118 snímků.
Dne 17. prosince 1967 sonda svou činnost ukončila.